# Mesquita Cutubia

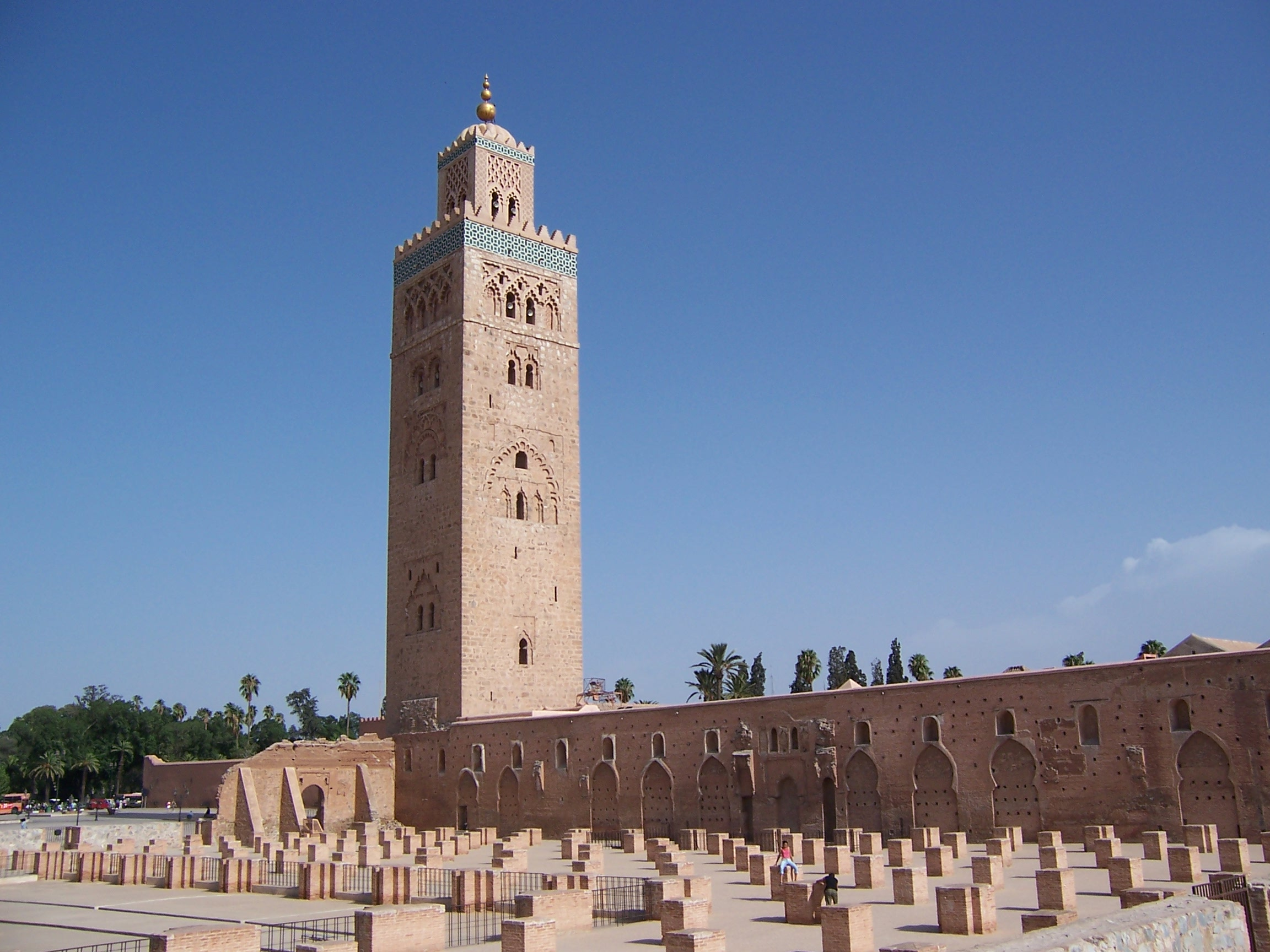
Mesquita Cutubia de Marraquexe

A mesquita Cutubia ou Kutubiya (em árabe: جامع الكتبية; em francês: Koutoubia) é a maior mesquita e um dos monumentos mais representativos da cidade de Marraquexe (Marrocos). Seu minarete é o modelo dos das mesquitas de Rabate, com a Torre Haçane e de Sevilha (Espanha) com a Giralda.
O nome deriva do árabe al-Koutoubiyyin, que significa bibliotecário, pois a mesquita costumava estar rodeada por vendedores de manuscritos. A torre tem 69 metros de altura e uma largura de 12,8 metros. O seu interior é constituído por seis salas, uma por cima da outra, atravessadas por uma rampa que permitia o almuadem chegar à varanda da torre. Foi construída no estilo tradicional almóada e a torre é adornada com quatro globos de cobre.
Situada a sudoeste da praça Jamaa el Fna ao lado da avenida Mohamed V. A mesquita é adornada com janelas curvas, uma faixa de revestimentos de cerâmica, merlões pontiagudos e arcos decorativos. Possui uma grande praça com jardins e é iluminada por holofotes à noite. A Cutubia destaca-se pelo seu minarete de 69 m de altura, o edifício mais alto da cidade.
O nome Cutubia, que literalmente quer dizer a dos livreiros (kutub em árabe é "livro") faz referência à presença do soco de vendedores de livros que se desenvolvia nas suas cercanias, com mais de cem postos.
O viajante muçulmano ibne Batuta descreve-a, em 1352 do seguinte modo:
| “ | Há grandiosas mesquitas, como a sua alfama, a conhecida por Cutubia, que tem um enorme e colossal minarete, ao que subi, mostrando-se à vista a totalidade da povoação ... | ” |

## A mesquita
Levanta-se no solar de uma mesquita anterior construída por ordem do califa almóada Abde Almumine por volta de 1147 na tentativa de recuperação da devastação produzida por ibne Tumarte, que se centrou na destruição dos edifícios almorávidas.
Dez anos depois mandou-se construir uma nova mesquita, a atual, que esteve terminada por volta de 1158 e, com as suas 17 naves que se estendem num retângulo de 60 metros de longo por 90 de largo, que seria uma das maiores do mundo islâmico. O pátio central tem dois pórticos com quatro naves a cada lado.

## O minarete

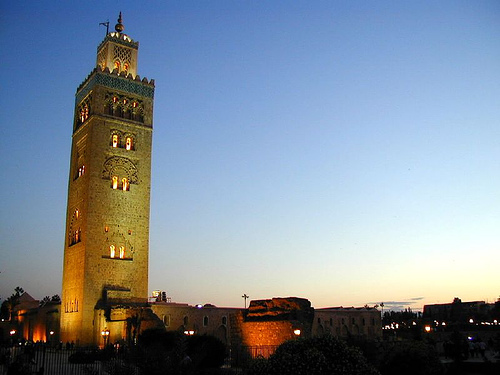
A Mesquita Cutubia

A construção foi iniciado durante o reinado de Abde Almumine e terminou na época de Iacube Almançor. Com os seus 69 metros de altura é o edifício mais alto de Marraquexe (sendo proibida a construção de edifícios mais altos). Tem seis pisos que se comunicam mediante rampas. A parte superior é rodeada por uma balaustrada ameada que se coroa, como é habitual neste tipo de construções, por três bolas, hoje em dia de bronze e, segundo dizem, nas suas origens de ouro, procedente das joias de uma das esposas de Iacube Almançor entregues como penitência por ter roto o jejum do Ramadão. A maior destas bolas tem 2 metros de diâmetro.
O exterior da torre conserva somente parte da sua ornamentação original, perdendo as suas pinturas e mosaicos, apenas conservando uma faixa de azulejos verdes na parte superior.